# Cristóbal de Sandoval
Cristóbal de Sandoval, duc d'Uceda et l'un des fils du duc de Lerma, fut pendant 20 ans le valido (ou improprement le favori) de Philippe III d'Espagne.
En conflit avec son père, il en obtient la disgrâce en octobre 1618 et fut nommé par Philippe III "favori". Il tenta de lutter contre la corruption qui s'était alors développée en faisant notamment arrêter Rodrigo Calderón, alors symbole d'un régime corrompu. Mais la mort du roi Philippe III, survenue dès 1621, ne lui permit pas de mener de véritables réformes en profondeur et le nouveau roi, Philippe IV, le remplaça par le comte d'Olivares.